# Никульников, Иван Константинович
Иван Константинович Никульников (1916—1980) — майор Рабоче-крестьянской Красной Армии, участник Великой Отечественной войны, Герой Советского Союза (1946).

## Биография
Иван Никульников родился 8 октября 1916 года в деревне Прилепы (ныне — Ливенский район Орловской области). После окончания семи классов школы работал в колхозе. В октябре 1937 года Никульников был призван на службу в Рабоче-крестьянскую Красную Армию. Участвовал в боях советско-финской войны и в бессарабском походе. С октября 1941 года — на фронтах Великой Отечественной войны.
К февралю 1945 года лейтенант Иван Никульников командовал взводом управления 12-й батареи 4-го дивизиона 109-й гаубичной артиллерийской бригады большой мощности 16-й артиллерийской дивизии прорыва 7-й гвардейской армии 2-го Украинского фронта. Отличился во время Будапештской операции. В ночь с 11 на 12 февраля 1945 года взвод Никульникова участвовал в отражении попыток вырваться из окружения немецких войск. Оказавшись в кольце окружения, Никульников организовал круговую оборону и отразил четыре немецких контратаки, нанеся противнику большие потери.
Указом Президиума Верховного Совета СССР от 15 мая 1946 года лейтенант Иван Никульников был удостоен высокого звания Героя Советского Союза с вручением ордена Ленина и медали «Золотая Звезда» за номером 7870.
После окончания войны в звании майора Никульников был уволен в запас. Проживал и работал в Тернополе. Скончался 25 сентября 1980 года, похоронен на Микулинецком кладбище Тернополя.
Был также награждён орденом Отечественной войны 2-й степени и двумя орденами Красной Звезды, рядом медалей.